# سلطعونات جانبية
سلطعونات جانبية (الاسم العلمي: Plagusiidae)، فصيلة من السلطعونات، كانت تُعامل سابقًا على أنها فُصيلة من فصيلة السلطعونيات، ولكن تم اعتبارها منذ ذلك الحين مميزة بما يكفي لتكون فصيلة في حد ذاتها. تشمل فصيلة السلطعونات الجانبية فُصيلة سلطعوناوات جانبية، التي تضم جنس الدكناء والسلطعون الجانبي، والتي تشكل مجموعة واسعة من السلطعونات أليفات الصخر، وسلطعونات المد والجزر وتحت المد والجزر التي تشتهر بسرعتها وخفة حركتها.
تشمل الفصيلة ستة أجناس
- Davusia Guinot, 2007
- Euchirograpsus H. Milne-Edwards, 1853
- Guinusia Schubart & Cuesta, 2010
- Miersiograpsus Türkay, 1978
- Percnon Gistel, 1848
- Plagusia Latreille, 1804